# Lega Musulmana Panindiana
La Lega Musulmana Panindiana (in inglese All India Muslim League) è stato un partito politico fondato nel 1906 nell'allora Impero anglo-indiano allo scopo di tutelare i diritti della comunità musulmana indiana, principale minoranza presente nel subcontinente.
Partito elitario, sposò la causa nazionalista del Congresso Nazionale Indiano per divenirne successivamente la più seria minaccia: mentre il Congresso si batteva per un'India unita e libera, la Lega Musulmana, temendo che la fine dell'egemonia britannica sancisse la perdita del proprio potere a favore del Congresso, si fece promotrice di una politica secessionista che portò alla creazione dello Stato del Pakistan.
Uno dei maggiori esponenti del partito fu Mohammad Ali Jinnah. Tra gli altri membri significativi, nel 1938 vi aderì Begum Jahan Shah Nawaz Ara, prima donna a presiedere una sessione legislativa in Asia.
Si dissolse nel 1947, dopo la divisione tra India e Pakistan.